# Wołowcowa Rówień

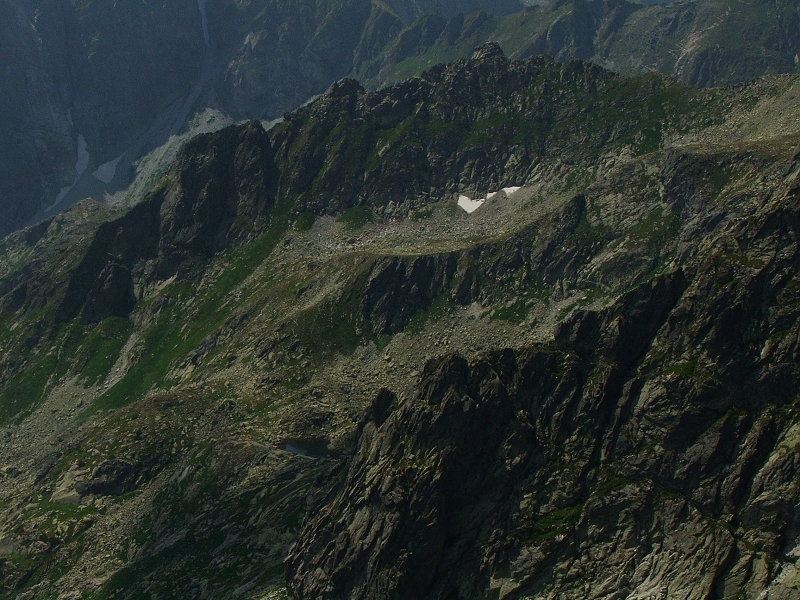
Wołowa Kotlinka. Wołowcowa Rówień widoczna poniżej płatów śniegu

Wołowcowa Rówień – górna część Wołowej Kotlinki w słowackich Tatrach Wysokich. Wołowa Kotlinka to jedno z trzech górnych pięter Doliny Żabiej Mięguszowieckiej (słow. dolina Žabích plies, a Wołowcowa Rówień jest górnym piętrem Wołowcowej Kotlinki
Wołowcowa Rówień ma prawie poziome i bezwodne dno. Znajduje się na wysokości około 2150 m, powyżej skalisto-trawiastego progu o wysokości około 100 m. Łagodnie opadają na nią zbocza od środkowej części Wołowego Grzbietu (w linii spadku Wielkiej Rogatej Szczerbiny) po Wołowcową Przełęcz. 
Wołowcowa Rówień odwiedzana jest bardzo rzadko. Znajduje się poza szlakami turystycznymi, a dla taterników jedynym praktycznie interesujących ich obiektem w Wołowej Kotlince jest południowo-zachodnia ściana Wołowej Turni.
Polską nazwę równi wprowadził Władysław Cywiński. 